# Classe MB-330
La Classe MB-330 est une classe de remorqueur océanique de la marine russe.

## Utilisateurs
En Russie ils sont classifiés comme Morskoy Buksir MB soit remorqueur hauturier ou océanique. Il s'agit de remorqueurs de grandes dimensions.
2 unités ont été construites:
- MB-330 la tête de classe a été vendue a un opérateur privé
- MB-331 entré en service en 1991 et actif au sein de la Flotte du Pacifique.